# Les Damps
Les Damps est une commune française du département de l'Eure et de la région Normandie.

## Géographie

### Localisation
Les Damps se trouve à un kilomètre de Pont-de-l'Arche, à 20 kilomètres au sud de Rouen et à 35 kilomètres au nord d'Évreux le long de la route Val-de-Reuil - Elbeuf.
Elle se trouve en bordure de l'Eure.
La commune est desservie par la ligne d'autocars départementaux no 390 Rouen - Évreux du Réseau VTNI et par la ligne P du réseau SEMO organisé par l'intercommunalité.

### Communes limitrophes
|                        | Alizay   | Le Manoir    |
| Pont-de-l'Arche Tostes | Damps    | Poses Léry   |
| Incarville             | Le Thuit | Val-de-Reuil |

### Hydrographie
La commune est située dans le bassin Seine-Normandie. Elle est drainée par l'Eure, la Seine et le fossé 01 de la commune des Damps,,.
L'Eure, un canal, chenal et cours d'eau naturel non navigable d'une longueur de 229 km, prend sa source dans la commune de Longny les Villages et se jette  dans la Seine à Saint-Pierre-lès-Elbeuf, après avoir traversé 91 communes.

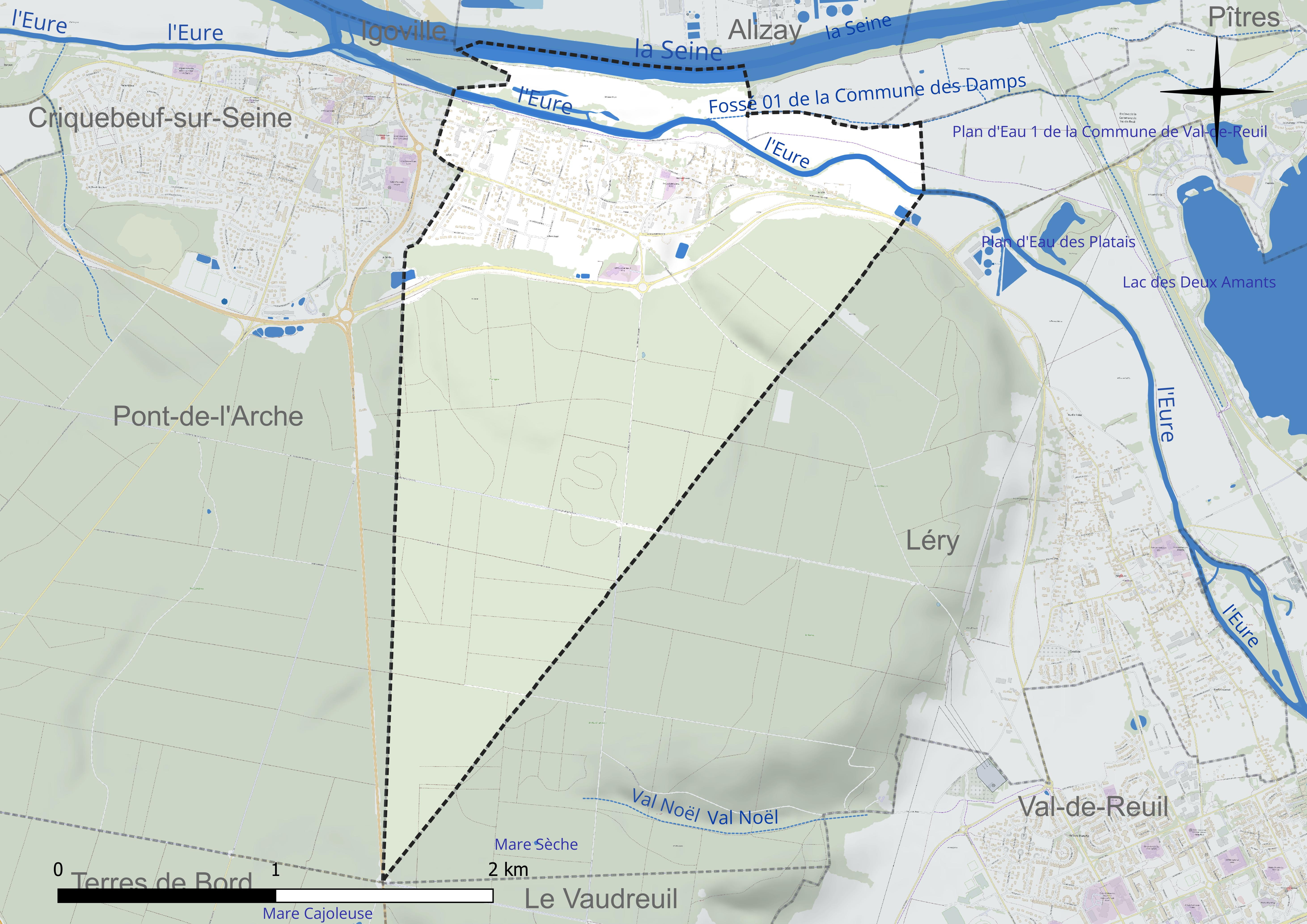
Réseau hydrographique des Damps.

### Climat
Pour des articles plus généraux, voir Climat de la Normandie et Climat de l'Eure.
En 2010, le climat de la commune est de type climat océanique dégradé des plaines du Centre et du Nord, selon une étude du CNRS s'appuyant sur une série de données couvrant la période 1971-2000. En 2020, Météo-France publie une typologie des climats de la France métropolitaine dans laquelle la commune est exposée à un climat océanique et est dans la région climatique  Côtes de la Manche orientale, caractérisée par un faible ensoleillement (1 550 h/an) ; forte humidité de l’air (plus de 20 h/jour avec humidité relative > 80 % en hiver), vents forts fréquents. Parallèlement le GIEC normand, un groupe régional d’experts sur le climat, différencie quant à lui, dans une étude de 2020, trois grands types de climats pour la région Normandie, nuancés à une échelle plus fine par les facteurs géographiques locaux. La commune est, selon ce zonage, exposée à un « climat des plateaux abrités », correspondant aux plaines agricoles de l’Eure, avec une pluviométrie beaucoup plus faible que dans la plaine de Caen en raison du double effet d’abri provoqué par les collines du Bocage normand et par celles qui s’étendent sur un axe du Pays d'Auge au Perche.
Pour la période 1971-2000, la température annuelle moyenne est de 11,1 °C, avec  une amplitude thermique annuelle de 14,4 °C. Le cumul annuel moyen de précipitations est de 752 mm, avec 11,9 jours de précipitations en janvier et 7,8 jours en juillet. Pour la période 1991-2020, la température moyenne annuelle observée sur la station météorologique la plus proche, située sur la commune de Louviers à 9 km à vol d'oiseau, est de 11,8 °C et le cumul annuel moyen de précipitations est de 719,5 mm,. Pour l'avenir, les paramètres climatiques de la commune estimés pour 2050 selon différents scénarios d’émission de gaz à effet de serre sont consultables sur un site dédié publié par Météo-France en novembre 2022.

## Urbanisme

### Typologie
Au 1er janvier 2024, Les Damps est catégorisée bourg rural, selon la nouvelle grille communale de densité à 7 niveaux définie par l'Insee en 2022.
Elle appartient à l'unité urbaine de Pont-de-l'Arche, une agglomération intra-départementale dont elle est une commune de la banlieue,. Par ailleurs la commune fait partie de l'aire d'attraction de Rouen, dont elle est une commune de la couronne,. Cette aire, qui regroupe 317 communes, est catégorisée dans les aires de 200 000 à moins de 700 000 habitants,.

### Occupation des sols
L'occupation des sols de la commune, telle qu'elle ressort de la base de données européenne d’occupation biophysique des sols Corine Land Cover (CLC), est marquée par l'importance des forêts et milieux semi-naturels (67,3 % en 2018), une proportion identique à celle de 1990 (67,3 %). La répartition détaillée en 2018 est la suivante : 
forêts (58 %), zones urbanisées (17,5 %), milieux à végétation arbustive et/ou herbacée (9,3 %), terres arables (7,1 %), prairies (5,5 %), eaux continentales (2,7 %). L'évolution de l’occupation des sols de la commune et de ses infrastructures peut être observée sur les différentes représentations cartographiques du territoire : la carte de Cassini (XVIIIe siècle), la carte d'état-major (1820-1866) et les cartes ou photos aériennes de l'IGN pour la période actuelle (1950 à aujourd'hui).

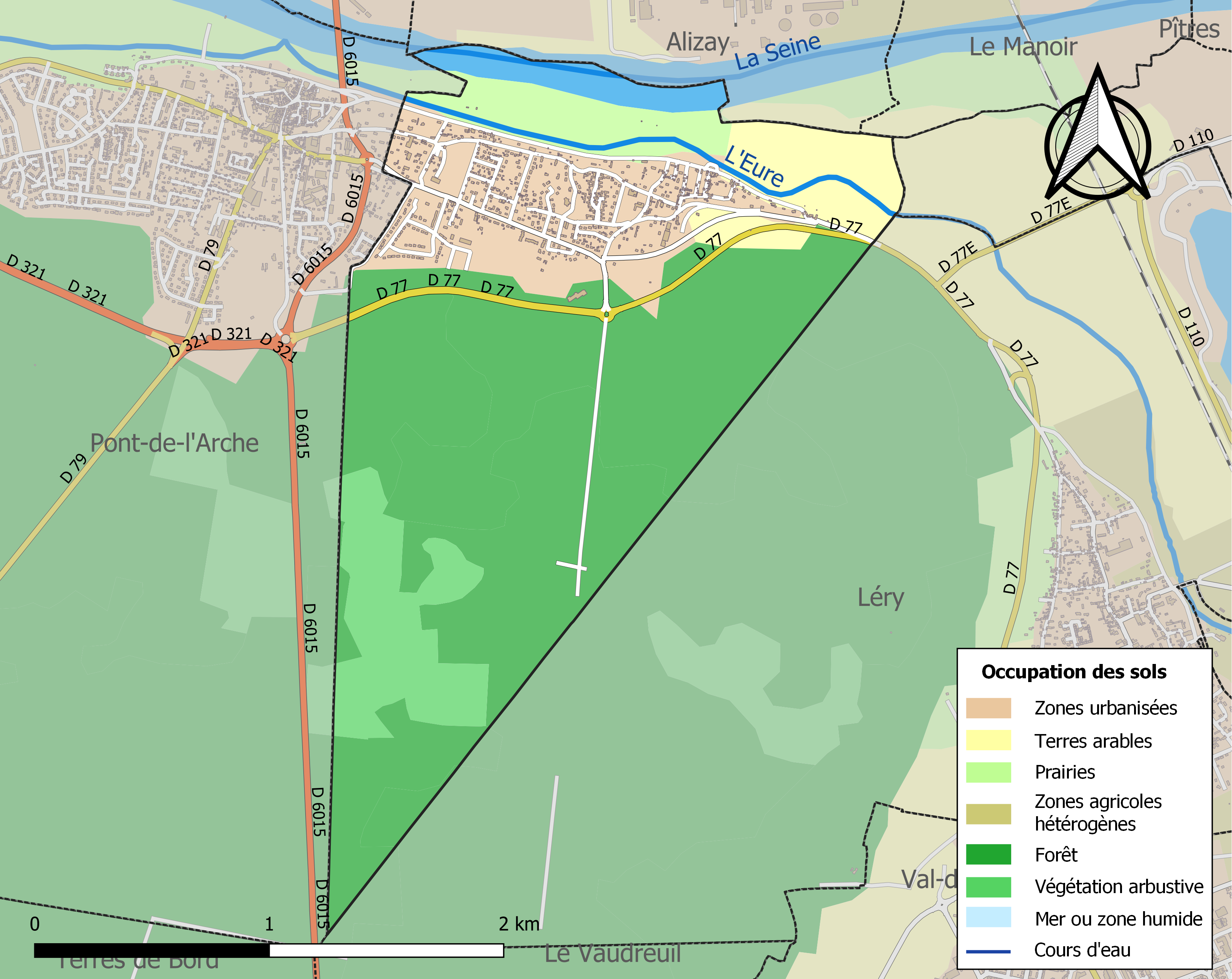
Carte des infrastructures et de l'occupation des sols de la commune en 2018 (CLC).

### Habitat et logement
En 2019, le nombre total de logements dans la commune était de 590, alors qu'il était de 533 en 2014 et de 524 en 2009.
Parmi ces logements, 94,2 % étaient des résidences principales, 1,5 % des résidences secondaires et 4,3 % des logements vacants. Ces logements étaient pour 84,4 % d'entre eux des maisons individuelles et pour 15,4 % des appartements.
Le tableau ci-dessous présente la typologie des logements aux Damps en 2019 en comparaison avec celle de l'Eure et de la France entière. Une caractéristique marquante du parc de logements est ainsi une proportion de résidences secondaires et logements occasionnels (1,5 %) inférieure à celle du département (6,3 %) et  à celle de la France entière (9,7 %). Concernant le statut d'occupation de ces logements, 68,5 % des habitants de la commune sont propriétaires de leur logement (71,6 % en 2014), contre 65,3 % pour l'Eure et 57,5 pour la France entière.
| Typologie                                               | Les Damps | Eure | France entière |
| ------------------------------------------------------- | --------- | ---- | -------------- |
| Résidences principales (en %)                           | 94,2      | 85,3 | 82,1           |
| Résidences secondaires et logements occasionnels (en %) | 1,5       | 6,3  | 9,7            |
| Logements vacants (en %)                                | 4,3       | 8,4  | 8,2            |

## Toponymie

### Attestations anciennes
Le nom de la localité est attesté sous les formes ad Archas usque As Danas dicitur à la fin du Xe siècle, Archas qua dicitur : As dans vers 1015, in portu Dancs vers 1021 - 1025 (Fauroux 32), ville que dicitur Asdans en 1025 (Fauroux 36),  statio navum apud Hasdans à la fin du XIe siècle (chez Guillaume de Jumièges), Asdans qui lors Arches appelée au XIIe siècle (dans le Roman de Rou de Wace), Sanctus Petrus des Dans en 1258 (cartulaire de Bonport), Lesdans en 1631 (Tassin, Plans et profilz), Les Dens en 1738 (Saas), Le Dans (Danville, sans date), Les Dans en 1814 (Rever).

### Étymologie
François Rever situe aux Damps la station d’Uggade, indiquée par l'itinéraire d'Antonin entre Rouen et Évreux, à la suite des découvertes de médailles romaines et de constructions antiques. Cependant, elle se trouvait plus vraisemblablement à Caudebec-les-Elbeuf.
Les Vikings se sont installés dans la région, on les appelait en latin médiéval Nor[t]manni ou Dani. C'est ce second vocable qui a donné, par l'intermédiaire de l'ancien français Dan, au pluriel Dans, son nom au village Les Dans « Les Damps », c'est-à-dire « les Danois ».
Il existe vraisemblablement un lien avec le nom Maresdans, lieu cité comme étant celui choisi pour la fondation de l'abbaye Notre-Dame de Bonport en 1189. Il est situé en aval de Pont-de-l'Arche, alors que les Damps se trouve en amont. Cela montre, selon François de Beaurepaire, l'ancienne extension du territoire des Damps, Maresdans signifiant apparemment « mare dans (sur le territoire) Les Damps » ou « mare chez les Damps (les Danois) ». L'ancien français Dan (pluriel Dans) est tout à fait comparable à l'anglais Dane (pluriel Danes, moyen anglais Dan, Dane). Quant au latin médiéval Dani trouvés dans les textes, il doit se comprendre Dānī qui est un nominatif masculin pluriel, emprunt tardif à l'ancien norrois Danir. Le substantif Danois (anciennement Daneis cf. Oger li Daneis vers 1100, Chanson de Roland, v. 3033) résulte d'un emploi substantivé de l'ancien adjectif masculin daneis devenu également danois en français moderne. En revanche, l'adjectif féminin danesche « danoise » a disparu, alors qu'il est bien attesté dans les textes médiévaux : la danesche parleure « la langue norroise », la danesche manere, etc. L'ancien normand daneske se rencontre dans un toponyme du pays de Caux : Necqueville (Hautot-Saint-Sulpice, Danesquevilla 1257).
Remarque : La même rectification graphique par l'addition d'un p intercalaire Dam-p-s, a affecté la commune de Dampsmesnil située également dans l'Eure. Elle est en effet attestée sous les formes Dom Maisnil (1051 - 1066), Dammesnil (1266) et Dommenil (1828). Le p intercalaire n'a pas lieu d'être : il n'est pas étymologique, il s'agit d'une fantaisie apparue à l'époque moderne, peut-être par anglomanie cf. anglais damp « humidité », adjectif damp « humide ».

## Histoire

### Moyen Âge
Vers 1020, Richard II a légué aux moines de Saint-Père deux seines (filets de pêche) dans le port des Dancs. En 1023, il a aussi accordé aux moines de Fécamp des pêcheries aux Damps. En 1024, il a donné à l’abbaye de Jumièges l’église des Damps.

### Temps modernes
Le 22 juillet 1681, une ordonnance de Louis XIV permet la culture du tabac aux Damps.

### Époque contemporaine

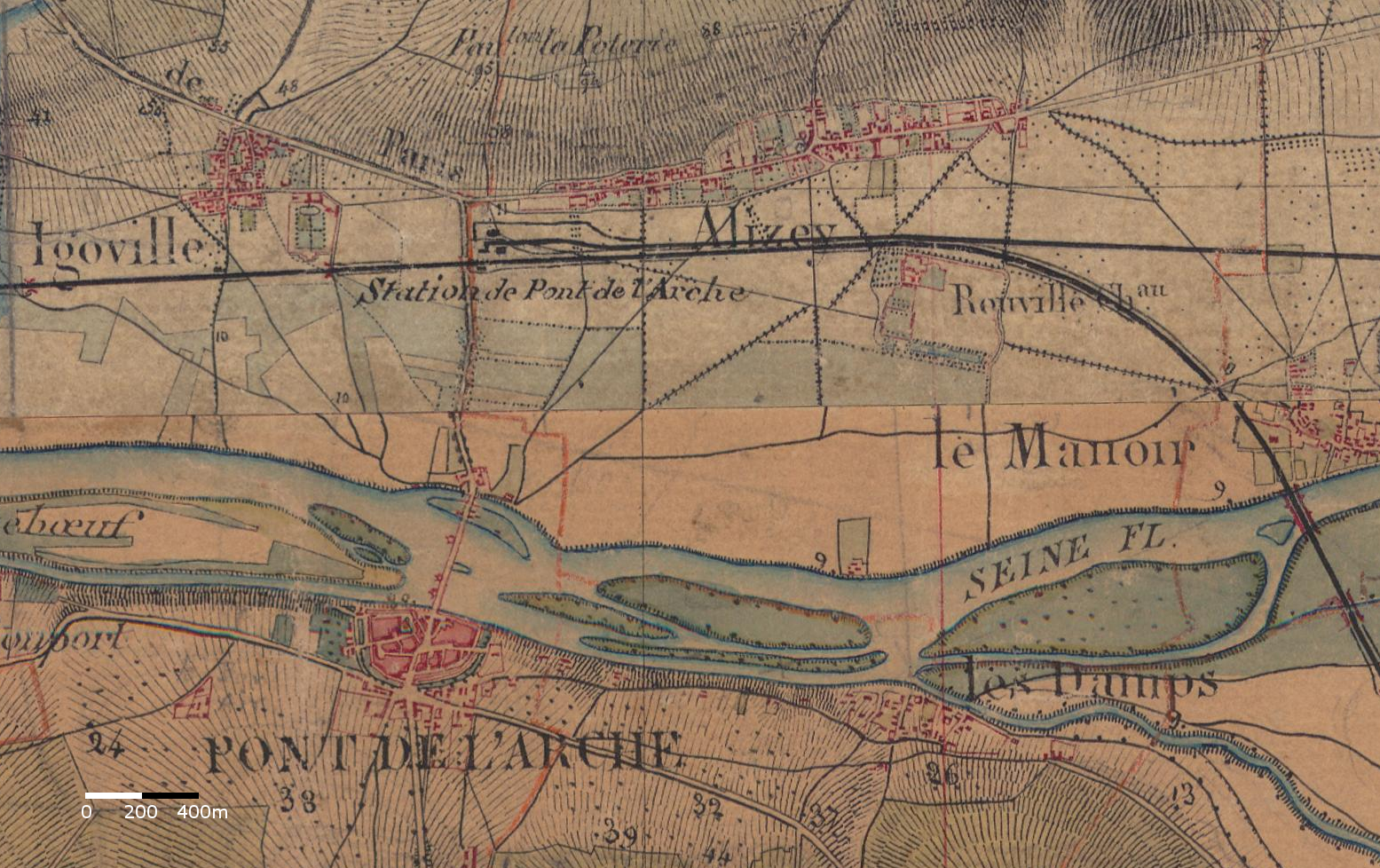
Pont-de-l'Arche et Les Damps sur la carte d'état-major
(Fin du XIXe siècle).

## Politique et administration

### Rattachements administratifs et électoraux

#### Rattachements administratifs
La commune se trouve depuis 1824 dans l'arrondissement des Andelys du département de l'Eure.
Elle faisait partie depuis 1793 du canton de Pont-de-l'Arche. Dans le cadre du redécoupage cantonal de 2014 en France, cette circonscription administrative territoriale a disparu, et le canton n'est plus qu'une circonscription électorale.

#### Rattachements électoraux
Pour les élections départementales, la commune fait partie depuis 2014 d'un nouveau canton de Pont-de-l'Arche
Pour l'élection des députés, elle fait partie de la quatrième circonscription de l'Eure.

### Intercommunalité
La commune des Damps était membre de la communauté de communes Seine-Bord, un établissement public de coopération intercommunale (EPCI) à fiscalité propre créé en 1996 et auquel la commune avait transféré un certain nombre de ses compétences, dans les conditions déterminées par le code général des collectivités territoriales.
Cette intercommunalité a fusionné le 1er janvier 2013 au sein de la communauté d'agglomération Seine-Eure dont est désormais membre la commune.

### Liste des maires
| Période                                  | Période                     | Identité               | Étiquette    | Qualité                                                                                    |
| ---------------------------------------- | --------------------------- | ---------------------- | ------------ | ------------------------------------------------------------------------------------------ |
| Les données manquantes sont à compléter. |                             |                        |              |                                                                                            |
| 1865                                     | 1876                        | J. Charpentier-Grandin | bonapartiste | industriel                                                                                 |
| 1876                                     | 1881                        | Henri Courcelle        | GR           |                                                                                            |
| 1881                                     | 1900                        | Emmanuel Saint-Pierre  | GR           |                                                                                            |
| 1900                                     | 1907                        | R. Pajot               | GR           |                                                                                            |
| 1907                                     | 1931                        | Edmond Huet            | Rad.         |                                                                                            |
| 1931                                     | 1935                        | L. Prémillieux         | Rad.         |                                                                                            |
| 1935                                     | 1944                        | A. Courteuse           |              |                                                                                            |
| 1944                                     | 1947                        | F. Basile              |              |                                                                                            |
| 1947                                     | 1953                        | H. Mondeville          |              |                                                                                            |
| 1953                                     | 1965                        | Paul Péronne           |              |                                                                                            |
| Les données manquantes sont à compléter. |                             |                        |              |                                                                                            |
| 1971                                     | 1989                        | Maurice Hublet         | DVG          | ouvrier                                                                                    |
| 1989                                     | mars 2023,                  | René Dufour,           | UDF puis UDI | Contrôleur de gestion retraité Vice-président de la CA Seine-Eure (2014 → ) Démissionnaire |
| avril 2023                               | En cours (au 14 avril 2023) | Katia Camus            |              | Contrôleuse de gestion au CHU de Rouen                                                     |

## Équipements et services publics

### Enseignement
La commune dispose du groupe scolaire maternel et primaire Jules Verne, de cinq classes, doté d'une cantine et d'un accueil périscolaire.

### Santé
La clinique psychiatrique de la Mare ô dans est implantée dans la commune.

## Démographie
L'évolution du nombre d'habitants est connue à travers les recensements de la population effectués dans la commune depuis 1793. Pour les communes de moins de 10 000 habitants, une enquête de recensement portant sur toute la population est réalisée tous les cinq ans, les populations de référence des années intermédiaires étant quant à elles estimées par interpolation ou extrapolation. Pour la commune, le premier recensement exhaustif entrant dans le cadre du nouveau dispositif a été réalisé en 2007.

En 2022, la commune comptait 1 335 habitants, en évolution de −2,48 % par rapport à 2016 (Eure : −0,25 %, France hors Mayotte : +2,11 %).
| 1793 | 1800 | 1806 | 1821 | 1831 | 1836 | 1841 | 1846 | 1851 |
| ---- | ---- | ---- | ---- | ---- | ---- | ---- | ---- | ---- |
| 276  | 293  | 308  | 285  | 261  | 300  | 300  | 303  | 307  |

| 1856 | 1861 | 1866 | 1872 | 1876 | 1881 | 1886 | 1891 | 1896 |
| ---- | ---- | ---- | ---- | ---- | ---- | ---- | ---- | ---- |
| 280  | 324  | 281  | 263  | 268  | 279  | 269  | 254  | 261  |

| 1901 | 1906 | 1911 | 1921 | 1926 | 1931 | 1936 | 1946 | 1954 |
| ---- | ---- | ---- | ---- | ---- | ---- | ---- | ---- | ---- |
| 235  | 254  | 274  | 285  | 408  | 422  | 454  | 533  | 578  |

| 1962 | 1968 | 1975 | 1982 | 1990 | 1999 | 2006  | 2007  | 2012  |
| ---- | ---- | ---- | ---- | ---- | ---- | ----- | ----- | ----- |
| 698  | 806  | 894  | 870  | 943  | 952  | 1 161 | 1 191 | 1 301 |

| 2017  | 2022  | - | - | - | - | - | - | - |
| ----- | ----- | - | - | - | - | - | - | - |
| 1 389 | 1 335 | - | - | - | - | - | - | - |

## Culture locale et patrimoine

### Lieux et monuments
- La chapelle Saint-Pierre[35] du milieu du XIXe siècle (bords de l'Eure). 
Le diocèse catholique d'Évreux en est l'affectataire par l'intermédiaire de la paroisse Saint-Pierre-des-Deux-Rives qui dessert cette église
- Un corps de ferme[36] du XVIe siècle (ferme de la Côte)
- La maison de la "Dame Blanche", rue des Carrières[37], du XIVe siècle
- le manoir de Maresdans (détruit)[38]
- l'église Saint-Pierre (détruite)[39]

### Personnalités liées à la commune
- Eustache-Hyacinthe Langlois, artiste né à Pont-de-l'Arche en 1777 et mort en 1835, possédait des terres, dont une île, et une demeure au Val des Damps.
- Octave Mirbeau, (1848-1917) écrivain, critique d'art et journaliste français, chantre de l'anarchie, a habité de 1889 à 1893 une location du Val des Damps, la villa Les Cèdres, 7 rue Morel-Brillet. Il y écrit une nouvelle, intitulée « Les abandonnés[40] ». L'espace culturel de la commune porte son nom.
- Jules Guillemin (1860-1944), architecte français, mort dans la commune.
- André de Fouquières (1874-1959), conférencier, homme de lettres, possédait une belle propriété dans les années 1930 en face du confluent de l'Eure et de la Seine.
- Catherine Delaunay (1969-), clarinettiste de jazz et musiques improvisées, ainsi que compositrice française y a élu domicile.

### Les Damps dans les arts et la Culture
Camille Pissarro a peint plusieurs tableaux en 1892 du jardin d'Octave Mirbeau.

Le jardin de Mirbeau par Pissarro
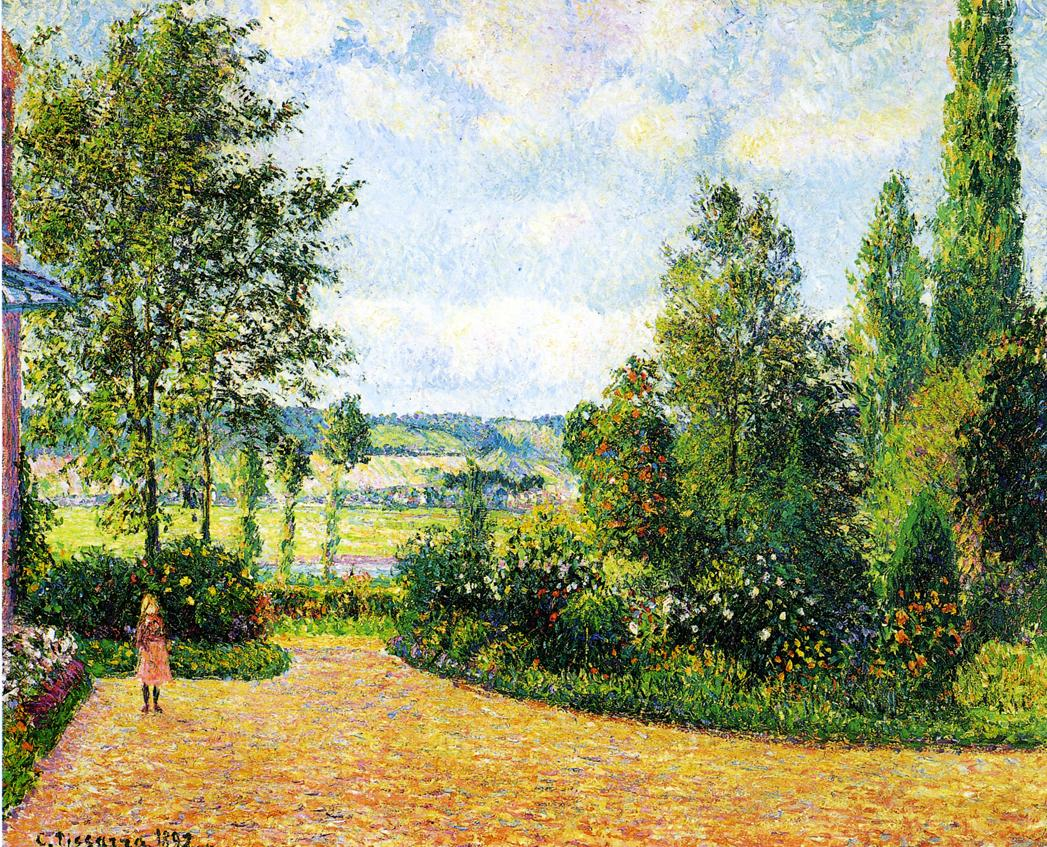
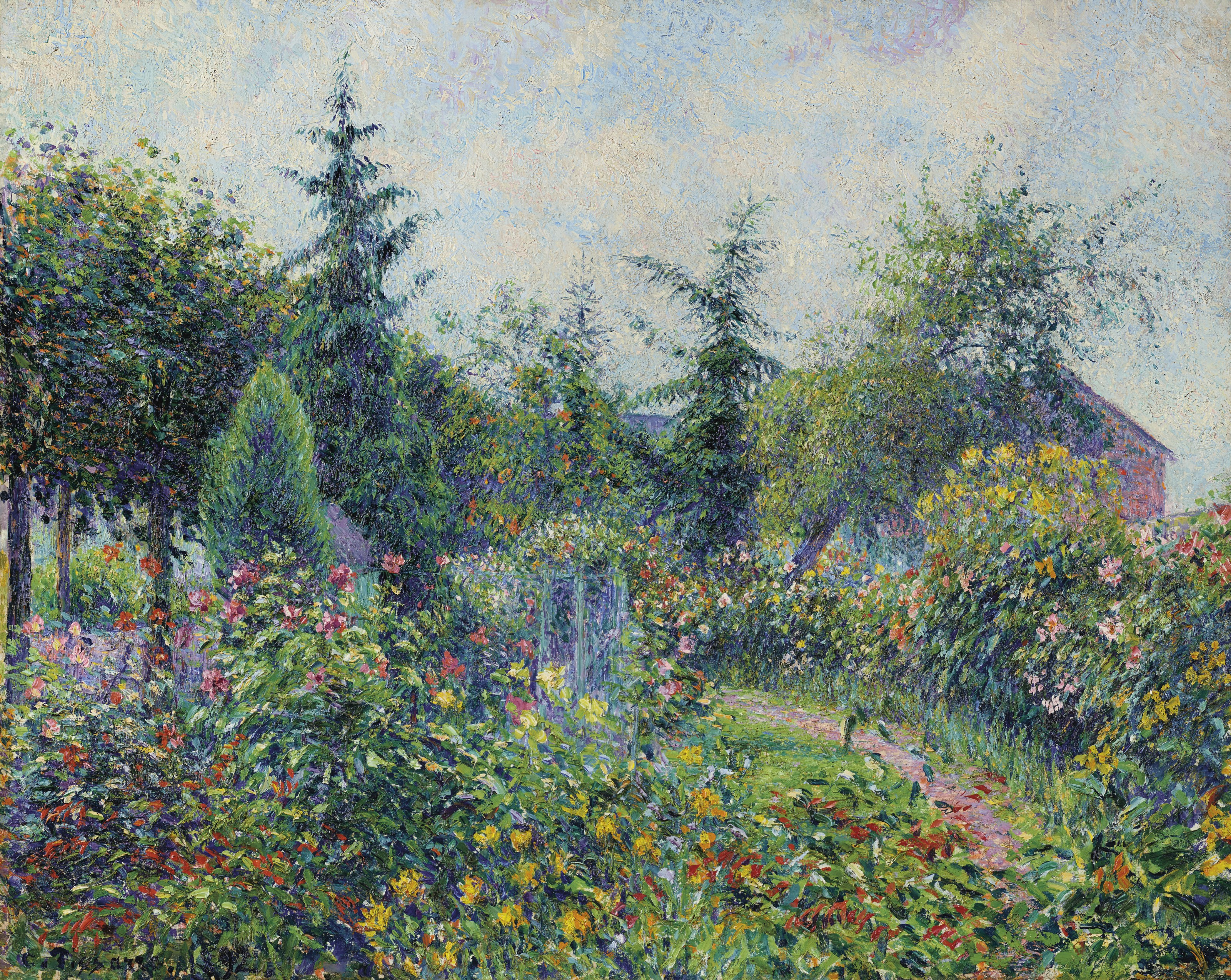
Jardin et poulailler.
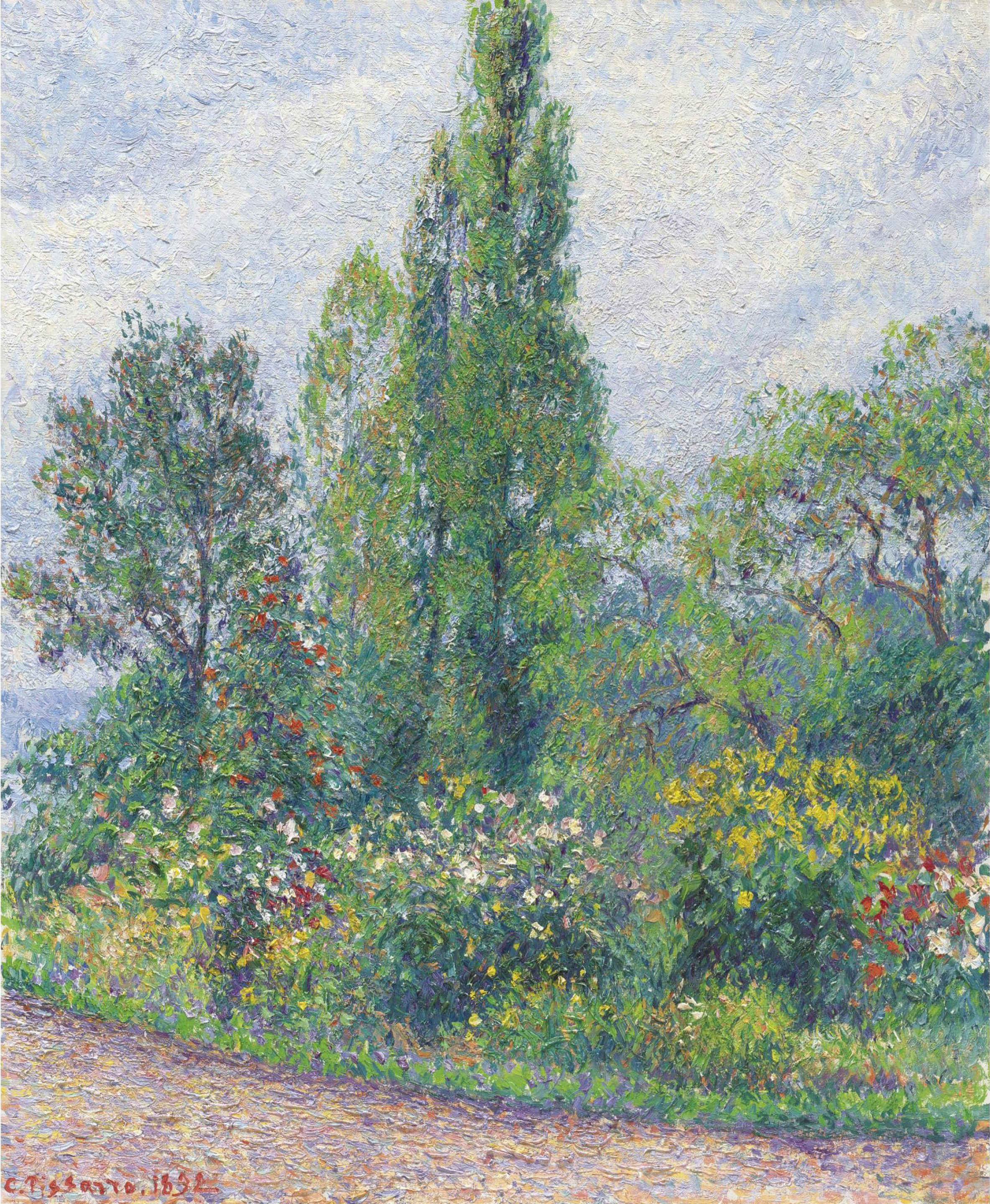

### Héraldique
| Blason de Les Damps | Blason  | D'or à une bande ondée d'azur, accompagnée en chef d'une feuille de tabac de sinople et en pointe d'un léopard de gueules. |
| Blason de Les Damps | Détails | Le léopard rappelle les armoiries de la Normandie. Le statut officiel du blason reste à déterminer.                        |